# MLB Network
MLB Network ist ein US-amerikanischer Fernsehsender, dessen Programmschwerpunkt auf Inhalten mit Bezug zum Thema Baseball liegt. Der Sender gehört zu 67 % der Major League Baseball, außerdem halten die Anbieter AT&T, Comcast, Charter Communications und Cox Communications Anteile daran. Das Hauptquartier und die Studios des Senders befinden sich in Secaucus, New Jersey.

## Programm

### Live-Übertragungen von Spielen

#### Reguläre Saison
Während der regulären Saison (Regular Season) zeigt MLB Network mehrere MLB-Spiele pro Woche. Die beiden Märkte der jeweils teilnehmenden Teams sind dabei von einer Blackout-Policy betroffen, in diesen Regionen wird also entweder ein anderes Live-Spiel oder reguläres Programm gezeigt.
In der Saison 2012 wurden erstmals Spiele der Postseason übertragen. Die erste Übertragung war ein Spiel zwischen den Detroit Tigers und den Oakland Athletics aus dem Comerica Park in Detroit am 7. Oktober 2012. Postseason-Übertragungen sind mindestens bis zur Saison 2021 geplant.

#### Internationale Spiele
Gelegentlich werden auf MLB Network auch internationale Spiele gezeigt. Hierzu gehören insbesondere Spiele des World Baseball Classic und der Serie del Caribe. Im Jahr 2014 wurde zudem in Zusammenarbeit mit ESPN eine Serie zwischen den Los Angeles Dodgers und den Arizona Diamondbacks aus dem Sydney Cricket Ground in Sydney übertragen.

#### Spring Training
Auch Spiele im Rahmen des Spring Trainings, der Preseason der MLB, werden auf MLB Network ausgestrahlt.

### Tägliche Shows
MLB Network produziert eine große Bandbreite an eigenen TV-Shows. Hierzu gehören:
- MLB Tonight: 60-minütiges Format mit Live-Updates, Highlights und Analysen von Spielen. Die Show gewann in den Jahren 2011 und 2018 den Sports Emmy Award in der Kategorie Outstanding Studio Show – Daily.[5]
- Hot Stove: Pendant zu MLB Tonight während der Off-Season von November bis März.
- Quick Pitch: 60-minütige Highlight-Show zu den Spielen des Tages.
- Intentional Talk: Show im klassischen Sportradio-Format. Zeigt Interviews mit Spielern, Managern und Sportexperten.
- Clubhouse Confidential: 30-minütiges Format mit Fokus auf Sabermetrics und statistische Spielanalysen.

### Filme
MLB Network zeigt regelmäßig Dokumentarfilme wie 42 – Die wahre Geschichte einer Sportlegende, aber auch Dramen und Komödien mit Bezug zum Thema Baseball.

## Ausstrahlung

### USA
In den USA kann MLB Network sowohl über Kabelfernsehen als auch Satellitenfernsehen empfangen werden. Partnernetzwerke sind hierbei unter anderem DirecTV, Dish Network, Verizon Fios, Cablevision, Charter, Comcast, Time Warner Cable, AT&T Uverse, Cox Communications und Bright House Networks. Zudem kann der Sender MLB Network Radio per Radio empfangen werden.

### Deutschland
In Deutschland ist MLB Network seit dem 10. April 2018 über den britischen Online-Streamingdienst DAZN empfangbar.